# Geografija Madžarske
Madžarska je država v vzhodni in srednji Evropi brez dostopa do morja, s površino 93.030 kvadratnih kilometrov. Država meri približno 250 km od severa proti jugu in 524 km od vzhoda proti zahodu. Ima 2106 km dolgo mejo, in sicer z Avstrijo na zahodu, Srbijo, Hrvaško in Slovenijo na jugu in jugozahodu, Romunijo na jugovzhodu, Ukrajino na severovzhodu in Slovaško na severu.   
Sodobne meje Madžarske so bile prvič vzpostavljene po prvi svetovni vojni, ko je država v skladu s Trianonsko pogodbo leta 1920 izgubila več kot 71 % ozemlja nekdanje Kraljevine Madžarske in 58,5 % svojega prebivalstva. Država si je med letoma 1938 in 1941 zagotovila nekaj sprememb meja: leta 1938 je prva dunajska pogodba vrnila državi ozemlje Češkoslovaške, leta 1939 pa je Madžarska priključila Karpatsko Ukrajino. Leta 1940 je druga dunajska pogodba vrnila državi severno Transilvanijo in končno je Madžarska med invazijo na Jugoslavijo zasedla pokrajine Bačka in Muraköz. Vendar je Madžarska s porazom v drugi svetovni vojni ta ozemlja znova izgubila. Po drugi svetovni vojni so bile meje Trianona obnovljene z majhno revizijo, ki je zelo koristila Češkoslovaški. 
Večji del države ima nadmorsko višino manj kot 200 m. Čeprav ima Madžarska več zmerno visokih vzpetin; tiste, ki dosežejo višino več okoli 300 m, pokrivajo manj kot 2 % države. Najvišja točka v državi je Kékes v gorovju Mátra severovzhodno od Budimpešte, ki je visoka 1014 m. Najnižja točka je 77,6 m nadmorske višine, ki je na jugu Madžarske, blizu Szegeda.
Največji in glavni reki v državi sta Donava in Tisa. Donava znotraj Madžarske meri v dolžino 418 kilometrov. Reka Tisa je v državi dolga 444 km. Manjše reke so Drava ob hrvaški meji, Raba, Szamos, Sió in Ipoly ob slovaški meji. Madžarska ima tri velika jezera. Blatno jezero, največje, je dolgo 78 km in široko od 3 do 14 km, s površino 600 kvadratnih kilometrov. Madžari ga pogosto imenujejo Madžarsko morje. Je največje sladkovodno jezero srednje Evrope in pomembno rekreacijsko območje. Njegove plitke vode ponujajo dobro poletno kopanje, pozimi pa zamrznjena površina omogoča odlične možnosti za zimske športe. Manjše vodne geografske značilnosti so Velensko jezero (26 kvadratnih kilometrov) v okrožju Fejér in jezero Fertő (Nežidersko jezero — približno 82 kvadratnih kilometrov na Madžarskem) ter umetno jezero Tisa.
Madžarska ima tri velike geografske regije, ki so razdeljene na sedem manjših: Veliki Alföld, ki leži vzhodno od reke Donave; Zadonava, hribovita regija, ki leži zahodno od Donave in se razteza do avstrijskega vznožja Alp in Severno-madžarsko gorovje, ki je gorata in hribovita dežela onkraj severne meje Velike madžarske nižine.
Najboljši naravni vir države je rodovitna zemlja, čeprav se kakovost tal zelo razlikuje. Približno 70 % celotnega ozemlja države je primernega za kmetijstvo; od tega deleža je 72 % njiv. Madžarska nima obsežnih domačih virov energije in surovin, potrebnih za industrijski razvoj. 